# Pepita dansar
Pepita dansar, Tamborito i Panama, är en sång skriven av Evert Taube under en resa till Panama 1948-1949 och publicerad första gången i visboken Pepita dansar 1950, samt inspelad av honom på 78-varvsskiva utgiven i januari 1950 på skivmärket Cupol, med "Huldas Karin" som B-sida.
Margareta Kjellberg med Einar Groths solister gav ut sången på 78-varvsskiva i april 1950 på skivmärket Odeon, med "Brevet från Lillan" som B-sida. Samma år spelades den också in av Anders Börje med Walle Söderlunds orkester och gavs ut i maj, samt Sven-Bertil Taube med eget gitarrackompanjemang, utgiven i augusti.
Den är vanligt förekommande i allsång. I en inspelning av Elisabeth Lord låg sången på Svensktoppen under perioden 29 september–3 november 1968, med en fjärdeplats som bästa placering. Den norska sångerskan Elisabeth Andreassen hade 1997–1998 en hit med Pepita dansar, som dessutom låg en vecka på Svensktoppen, på åttondeplats, den 29 augusti 1998. Sången spelades även in av Åsa Bergh 1998 och Lill Lindfors 2002.